# Lema de Urysohn
O lema de Urysohn é um importante resultado em matemática, mais especificamente em topologia; demonstrado pela primeira vez pelo matemático russo Pavel Samuilovich Urysohn, afirma que se um espaço topológico é normal, então
quaisquer fechados disjuntos em tais espaços podem ser separados por uma função.

## Enunciado
O enunciado do Lema de Urysohn, provado pelo próprio em 1925, diz que se {\displaystyle \langle X,\tau \rangle } é um  espaço topológico   normal; dados os {\displaystyle \tau }-fechados e disjuntos {\displaystyle A,B\subseteq X}, existe uma função contínua {\displaystyle f:X\to [0,1]} tal que {\displaystyle f(A)\subseteq \{0\}} e {\displaystyle f(B)\subseteq \{1\}}. Tal função é chamada função de Urysohn

## Demonstração
Considere o conjunto {\displaystyle S} dos racionais em {\displaystyle [0,1]}, isto é
{\displaystyle S=[0,1]\cap \mathbb {Q} =\{s_{0}=0,s_{1}=1,\dots ,s_{n},\dots \}.}
Dados os fechados {\displaystyle A} e {\displaystyle B}, definimos uma seqüência de abertos indexados em {\displaystyle S} tais que
{\displaystyle U_{s_{i}}\subseteq U_{s_{j}}}
sempre que {\displaystyle s_{i}<s_{j}}, para quaisquer {\displaystyle i,j\in \omega }. Para isso, tome o aberto {\displaystyle X\setminus B}. Como {\displaystyle X} é normal, existe um aberto {\displaystyle U_{0}} tal que 
{\displaystyle A\subseteq U_{0}\subseteq {\overline {U}}_{0}\subseteq X\setminus B.}
Defina {\displaystyle U_{s_{1}}=X\setminus B}. Tome {\displaystyle s_{2}\in S\setminus \{0,1\}}, temos que {\displaystyle 0<s_{2}<1}. Portanto podemos escolher um {\displaystyle \tau }-aberto {\displaystyle U_{s_{2}}} tal que 
{\displaystyle {\overline {U}}_{0}\subseteq U_{s_{2}}\subseteq {\overline {U}}_{s_{2}}\subseteq U_{1}.}
Assim, seja {\displaystyle s_{3}\in S\setminus \{0,1,s_{2}\}} e tome {\displaystyle q_{3}=\max\{x\in \{0,1,s_{2}\}:x<s_{3}\}} e {\displaystyle r_{3}=\min\{x\in \{0,1,s_{2}\}:s_{3}<x\}}. Assim, novamente pela normalidade do espaço, podemos escolher um {\displaystyle \tau }-aberto {\displaystyle U_{s_{3}}} tal que 
{\displaystyle {\overline {U}}_{q_{3}}\subseteq U_{s_{3}}\subseteq {\overline {U}}_{s_{3}}\subseteq U_{r_{3}}.}
Procedemos, analogamente, por indução. Suponha, pelo bem da demonstração, que já estejam escolhidos os {\displaystyle \tau }-abertos {\displaystyle U_{0},\dots ,U_{s_{n}}}, para algum {\displaystyle n\in \omega }. Tome {\displaystyle s_{n+1}\in S\setminus \{0,1,s_{2},\dots ,s_{n}\}} e defina {\displaystyle q_{n+1}=\max\{x\in \{0,1,s_{2},\dots ,s_{n}\}:x<s_{n+1}\}} e {\displaystyle r_{n+1}=\min\{x\in \{0,1,s_{2},\dots ,s_{n}\}:s_{n+1}<x\}}. Podemos, portanto, escolher um {\displaystyle \tau }-aberto {\displaystyle U_{s_{n+1}}} tal que 
{\displaystyle {\overline {U}}_{q_{n+1}}\subseteq U_{s_{n+1}}\subseteq {\overline {U}}_{s_{n+1}}\subseteq U_{r_{n+1}}.}
Assim procedemos até o primeiro ordinal transfinito {\displaystyle \omega }. Com isso, dispondo da família {\displaystyle \langle U_{s_{n}}\rangle _{n\in \omega }} tal como acima, defina {\displaystyle f:X\to [0,1],}  dada por
{\displaystyle f(x)={\begin{cases}\inf(\{r\in S:x\in U_{r}\}),&{\text{ se }}x\in U_{s_{1}}\\1,&{\text{ se }}x\not \in U_{s_{1}}\end{cases}}}
É evidente que {\displaystyle f} é contínua já que os intervalos do tipo {\displaystyle [0,a[} e {\displaystyle ]b,1]}, com {\displaystyle a,b\in [0,1]} formam uma sub-base de {\displaystyle [0,1]} com a topologia de subspaço; temos, também, que {\displaystyle f(A)\subseteq \{0\}} e {\displaystyle f(B)\subseteq \{1\}}, o que conclui a demonstração. 
A recíproca do lema de Urysohn também é válida; com efeito, tomemos os {\displaystyle \tau }-abertos 
{\displaystyle U=f^{-1}([0,1/2[){\text{  e  }}V=f^{-1}(]1/2,1]).}
Temos que 
{\displaystyle A\subseteq U,\;B\subseteq V,{\text{  e  }}U\cap V=\emptyset .}

## Observações
Deve estar claro ao leitor que o passo da atribuição de um racional ao aberto, que satifaça a relação de inclusão, é feito mediante a admissão do Princípio da Escolha Dependente. Temos também que o Lema de Urysohn é não-demonstrável em ZF , mas é demonstrável em ZF + DC. 
Vale salientar que a função de Urysohn depende dos fechados {\displaystyle A} e {\displaystyle B}.
Há quem diga que na matemática, os teoremas mais difíceis de provar são aqueles que envolvem "tirar um coelho da cartola", e a prova deste teorema é considerada por muitos matemáticos como um dos maiores coelhos que alguma vez foram tirados de alguma cartola.